# Система оплаты труда
Система оплаты труда (англ. wage payment system) — способ начисления вознаграждения за труд.

## Определение
По мнению ряда экономистов система оплаты труда — это совокупность правил оплаты труда, совокупность условий получения работником заработной платы (вознаграждения за свой труд), документально оформленная «инструкция» о том, как начислять зарплату сотруднику за конкретно отработанный период, содержащая полный перечень параметров начисления и удержания денежных средств, система отношений, связанных с обеспечением установления и осуществления работодателем выплат работникам за их труд в соответствии с законами, иными нормативными правовыми актами, коллективными договорами, соглашениями, локальными нормативными актами и трудовыми договорами, способ исчисления размеров вознаграждения, подлежащего выплате работникам в соответствии с произведенными ими затратами труда или по результатам труда.
Согласно статье 135 Трудового Кодекса России cистема оплаты труда (размеры тарифных ставок, окладов, доплат и надбавок компенсационного характера, в том числе за работу в условиях, отклоняющихся от нормальных, системы доплат и надбавок стимулирующего характера и системы премирования) устанавливаются коллективными договорами, соглашениями, локальными нормативными актами в соответствии с трудовым законодательством и иными нормативными правовыми актами, содержащими нормы трудового права, и принимаются работодателем с учётом мнения представительного органа работников.

## Форма оплаты труда
Форма оплаты труда может быть двух видов: 
- денежная (выплачивается в национальной валюте, допускается в иностранной валюте);
- неденежная (выплачивается в натуральном виде, для России не более 20 % от начисленной месячной заработной платы).

Ряд экономистов выделяют также форму организации оплаты труда — это связь между величиной заработной платы и количеством и качеством труда и обуславливает определенный порядок её исчисления в зависимости от организационных условий производства и результатов труда:
- сдельная форма оплаты труда:

- индивидуальная;
- коллективная;

- повременная форма оплаты труда:

- почасовая;
- поденная;
- понедельная;
- помесячная.

## Классификация систем оплаты труда
Системы оплаты труда в зависимости от подхода к организации заработанной платы:
- Тарифная система оплаты труда:

- сдельная система оплаты труда;

- прямая сдельная система оплаты труда;
- сдельно-премиальная система оплаты труда;
- сдельно-прогрессивная система оплаты труда;
- косвенно-сдельная система оплаты труда;
- аккордная система оплаты труда (общая сумма вознаграждения по действующим нормам и сдельным расценкам, которые устанавливаются сразу на весь объём работ и должны быть выполнены в срок);
- аккордно-премиальная оплата труда (при аккордной системе за срочное или качественное выполнение работ выплачивается премия).

- повременная система оплаты труда:

- простая повременная система оплаты труда;
- повременно-премиальная система оплаты труда.

- Бестарифная система оплаты труда;
- Смешанная система оплаты труда:

- система на основе коэффициента трудового участия (зависимость от конечных результатов работы коллектива, доля работника во всем коллективом фонде оплаты труда, не устанавливая твердого оклада или тарифной ставки, доля определяется на основе квалификационного уровня работника, коэффициента трудового участия и отработанного времени);
- система «плавающих» окладов (с учётом итогов работы за данный месяц в следующем месяце для работников назначаются новые должностные оклады, которые повышаются/снижаются за каждый процент роста/снижения каких-либо показателей);
- комиссионная система оплаты труда (определяется как фиксированный процент с доходов от реализации товаров, продукции, работ и услуг);
- дилерский механизм (работник за свой счет приобретает товары компании, чтобы самостоятельно их реализовать, а размер заработной платы работника представляет собой разницу между ценой, по которой сотрудник закупил товары и ценой, по которой он их реализовал покупателям).